# Station Holm-Seppensen
Station Holm-Seppensen (Haltepunkt Holm-Seppensen) is een spoorwegstation in de Duitse plaats Holm-Seppensen in de deelstaat Nedersaksen. De plaats Holm-Seppensen is onderdeel van de gemeente Buchholz in der Nordheide. Het station ligt aan de spoorlijn Walsrode - Buchholz.

## Indeling
Het perron is sober ingericht met een abri om in te wachten. Daarnaast zijn er een aantal fietsenrekken en een paar parkeerplaatsen. Het station is te bereiken vanaf de straat Bahnhofsweg. Tevens is er nog een stationsgebouw, maar dit wordt gebruikt als cultureel centrum. 

## Verbindingen
Het station werd tot 2021 bediend door treinen van erixx, daarna door een dochteronderneming van Deutsche Bahn. De volgende treinserie doet het station Holm-Seppensen aan:
| Serie | Treinsoort           | Route                                                                          | Bijzonderheden |
| ----- | -------------------- | ------------------------------------------------------------------------------ | -------------- |
| RB 38 | Regionalbahn (Erixx) | Buchholz (Nordheide) – Holm-Seppensen – Soltau (Han) – Walsrode – Hannover Hbf |                |